# Martin Falk (Fußballtrainer)
Martin Falk (* 28. März 1995) ist ein schwedischer Fußballtrainer und -funktionär. Seit 2025 ist er als Cheftrainer für die Wettkampfmannschaft von IFK Norrköping zuständig.

## Sportlicher Werdegang
Falk, der als Jugendlicher Bandy gespielt hat und dabei als Juniorennationalspieler U-21-Weltmeister wurde, war in der Fußball-Jugendarbeit des Sandvikens IF tätig und trainierte zeitweise die U-17-Mannschaft des Klubs, ehe er den Klub 2017 in Richtung Västerås SK verließ. Dort war er einerseits ebenso als Trainer sowie übergreifend als Ausbildungsleiter der U-15- bis U-19-Mannschaften in der Jugendarbeit tätig, andererseits unterstützte er als Videoanalyst das Trainerteam des seinerzeitigen Drittligisten. 2019 holte ihn AIK Solna als U-16-Trainer nach Stockholm, 2020 arbeitete er parallel für den Svenska Fotbollförbundet als Viedoanalyst für die schwedische U-16-Nationalmannschaft. Im November 2020 kehrte er als geplanter Leiter der Nachwuchsakademie und Trainerassistent von Per Olsson zu Sandvikens IF zurück, wo er den scheidenden Stefan Lundin beerbte. Wenige Tage nach der Verpflichtung verkündete Olsson seinen Abschied vom Klub, daraufhin übernahm Falk beim Drittligisten sowohl das Amt des Cheftrainers als auch des Sportdirektors. Unter seiner Leitung erreichte die Mannschaft im Endklassement der Spielzeit 2021 den dritten Tabellenplatz, auf den von Dalkurd FF belegte Relegationsplatz fehlten vier Punkte.
Falk war anschließend von verschiedenen Klubs aus der Allsvenskan als Trainerassistent umworben und schloss sich Anfang 2022 als Assistent von Bartosz Grzelak seinem Ex-Klub AIK Solna an. Nach dessen Entlassung  im August des Jahres blieb er unter Interimstrainer Henok Goitom sowie dem Nachfolger Andreas Brännström im Trainerstab des Erstligisten. Am 2. Juli 2023 trennte sich der Klub von Brännström, zwei Tage später gab auch Falk seinen Abgang bekannt. Er schloss sich dem von Henrik Rydström amtierenden Meister und Pokalsieger Malmö FF an. Nach einer durchwachsenen Spielzeit 2022 gewann er mit dem Klub am Ende der Spielzeit 2023 den Meistertitel. Das folgende Jahr verlief noch erfolgreicher, als er mit dem Klub nach dem Titelgewinn im Wettbewerb um den schwedischen Landespokal 2023/24 gegen Djurgårdens IF im Elfmeterschießen in der Spielzeit 2024 den Meistertitel verteidigte.
Kurz vor Weihnachten 2024 verkündete Falk den Abschied von Malmö FF, um beim Ligakonkurrenten IFK Norrköping als Nachfolger des scheidenden Andreas Alm das Cheftraineramt zu übernehmen. Dort unterzeichnete er einen Drei-Jahres-Vertrag.